# Роуздейл (Нью-Мексико)
Роуздейл (англ. Rosedale) — переписна місцевість (CDP) в США, в окрузі Грант штату Нью-Мексико. Населення — 377 осіб (2020).

## Географія
Роуздейл розташований за координатами 32°46′11″ пн. ш. 108°14′32″ зх. д. / 32.76972° пн. ш. 108.24222° зх. д. (32.769646, -108.242326).  За даними Бюро перепису населення США в 2010 році переписна місцевість мала площу 4,58 км², з яких 4,58 км² — суходіл та 0,00 км² — водойми.

## Демографія
Згідно з переписом 2010 року, у переписній місцевості мешкали 394 особи в 164 домогосподарствах у складі 123 родин. Густота населення становила 86 осіб/км².  Було 187 помешкань (41/км²).
Расовий склад населення:
| - 91,4 % — білих - 1,5 % — чорних або афроамериканців - 0,3 % — корінних американців - 0,3 % — азіатів - 2,5 % — осіб інших рас |

До двох чи більше рас належало 4,1 %. Частка іспаномовних становила 34,3 % від усіх жителів.
За віковим діапазоном населення розподілялося таким чином: 17,0 % — особи молодші 18 років, 57,4 % — особи у віці 18—64 років, 25,6 % — особи у віці 65 років та старші. Медіана віку мешканця становила 53,5 року. На 100 осіб жіночої статі у переписній місцевості припадало 95,0 чоловіків;  на 100 жінок у віці від 18 років та старших — 89,0 чоловіків також старших 18 років.
Цивільне працевлаштоване населення становило 132 особи. Основні галузі зайнятості: роздрібна торгівля — 55,3 %, освіта, охорона здоров'я та соціальна допомога — 36,4 %, науковці, спеціалісти, менеджери — 8,3 %.